# Brigitte Burkhardt
Brigitte Burkhardt (* 5. April 1920; † 10. April 2022 in Frankenstein (Pfalz)) war eine deutsche Goldschmiedin, die bis zum Alter von 90 Jahren ihre eigene Werkstatt besaß.

## Ausbildung
Brigitte Burkhardt begann ihre Ausbildung zur Goldschmiedin an der Meisterschule für Handwerker in Kaiserslautern und legte hier 1948 ihre Meisterprüfung ab. Es folgte eine Werkstattausbildung auf der Burg Giebichenstein in Halle (Saale), wo sie unter anderem von ehemaligen Bauhaus-Lehrern unterrichtet wurde. Daraufhin setzte sie ihre Ausbildung in München, erst an der Meisterschule für Handwerker und dann an der Akademie für Angewandte Kunst, fort. Als Goldschmiedemeisterin machte sie sich selbstständig und richtete in ihrer pfälzischen Heimat eine eigene Werkstatt ein, in der sie bis 2000 arbeitete.
Die Freundin und Kollegin von Ebbe Weiss-Weingart wurde 1975 als Erste mit dem Pfalzpreis für das Kunsthandwerk ausgezeichnet. Zum Teil lassen sich starke Ähnlichkeiten im Werk der beiden Goldschmiedinnen, zum Beispiel bei den Fingerringen in Form einer Schlange oder eines Fisches, feststellen.

## Wirken als Goldschmiedin
Brigitte Burkhardt stellte Schmuck von klassischer Schönheit her, arbeitete vorrangig mit hochkarätigem Gelbgold und Schmucksteinen, da diese Schönheit und Materialwert verbinden. Oft kaufte sie Steine ohne bestimmte Gestaltungsabsicht und entwickelte das Schmuckstück am Werktisch aus dem Material heraus. Um die Steine zum Leuchten zu bringen, setzte sie bevorzugt einen Cabochonschliff mit glatter gewölbter Oberfläche ein. Die Steine wurden darüber hinaus solitär gefasst und stehen so einzeln auf dem Goldgrund, ein Gestaltungsprinzip, welches an mittelalterlichen Schmuck erinnert.
Schmuckstücke von Brigitte Burkhardt finden sich in der Sammlung des Deutschen Goldschmiedehauses Hanau. Sie wurden ebenfalls im Grassi Museum für Angewandte Kunst in Leipzig, im Museum Pfalzgalerie Kaiserslautern (Sonderausstellung zum 90. Geburtstag im Jahr 2010) und im Schmuckmuseum Pforzheim gezeigt.